# Mayrornis versicolor
Mayrornis versicolor là một loài chim trong họ Monarchidae.